# Puszcza (Tatar)
Puszcza – część wsi Tatar, w Polsce, w województwie łódzkim, w powiecie bełchatowskim, w gminie Szczerców.
Miejscowość wchodzi w skład sołectwa Tatar.

## Historia
Puszcza niegdyś osada leśna należała do dóbr Osiny, położona była przy trakcie kupieckim do Kalisza. W roku 1459 dziedzic wsi Andrzej Osiński wybudował drewniany kościół, świątynia ta była filią parafii św. Mateusza w Rząśni.
W 1529 była to już samodzielna parafia pw. św. Leonarda powołana dzięki staraniom rodziny Osińskich i pozostająca pod jej patronatem. W jej skład w roku erygowania wchodziły Chabielice, Puszcza i Osiny.
W XVIII wieku wieś należała do rodziny Rychłowskich herbu Nałęcz, dziedzicami wsi w kolejności chronologicznej byli: Antoni, Zofia, Józef oraz Alojzy Rychłowscy.
W 1790 decyzją consistorium gnieźnieńskiego rozwiązano parafię św. Leonarda z Limoges. Puszczę wcielono do parafii św. Michała w Chabielicach.
W 1827 osada administracyjnie należała do gminy i parafii w Chabielicach, w powiecie radomskim, w obwodzie piotrkowskim, w województwie kaliskim. Było w niej 8 zagród i 47 mieszkańców. Przy trakcie stała karczma.
W XIX wieku wieś miała tzw. właścicieli cząstkowych, w tym czasie ukształtowały się nazwy poszczególnych części: Puszcza Chabielska, Puszcza Osińska i Puszcza Sulimierska, wiązało się to z przynależnością do majątków ziemskich w Chabielicach, Osinach i Sulmierzycach. Nazwy te utrzymały się do 28 lutego 2013, w dniu tym Rada Gminy Szczerców ustaliła urzędową nazwę części miejscowości Tatar jako Puszcza.
W 1868 mieszczanie ze Szczercowa zakupili zaniedbany puszczański kościół i ustawili go przy rynku, gdzie stał do 1872, do czasu ukończenia budowy nowej murowanej świątyni. W roku tym został on przeniesiony na cmentarz parafialny, gdzie stoi do dziś pełniąc funkcje kaplicy cmentarnej św. Barbary.
W okresie międzywojennym Puszcza administracyjnie należała do gminy Chabielice, w powiecie piotrkowskim, w województwie łódzkim. W PRL wieś o charakterze rolniczym.
W latach 1975–1998 Puszcza należała administracyjnie do gminy Szczerców w województwie piotrkowskim.